# Cicurina phaselus
Cicurina phaselus är en spindelart som beskrevs av Paik 1970. Cicurina phaselus ingår i släktet Cicurina och familjen kardarspindlar. Inga underarter finns listade i Catalogue of Life.